# Шевчишин Олег Михайлович
Олег Михайлович Шевчишин (нар. 16 травня 1983, с. Мшанець, Тернопільський район, Тернопільська область) — оператор-постановник. Відомий широкому колу телеглядачів як один з операторів популярного тревел-шоу «Орел і решка» на телеканалі «Інтер».

## Біографія
Олег Шевчишин виріс у селі  Мшанець, тепер Тернопільського району, Тернопільської області. У 1998 році вступив у Теребовлянське вище училище культури і мистецтв, факультет - Духові інструменти. Фахові інструменти: кларнет, саксофон, а також володіє грою на фортепіано. Отримав диплом диригента оркестру. У 2006 році отримав другу вищу освіту — звукорежисер кіно і телебачення на факультеті звукорежисури кіно і телебачення в Київському національному університеті культури і мистецтв.
У команду «Орел і решка» він потрапив на шостий сезон зйомок і так сподобався продюсерам, що залишився. 10 грудня 2015 року Олег Шевчишин разом з телепередачею вирушив у навколосвітню подорож, яка тривала 8 місяців.
Нині Олег мешкає та працює у Лос-Анджелесі, США.

## Нагороди
- Премія «Телетріумф — 2014-2015» в номінації Оператор/постановник телевізійної програми.[1]
- Премія «Телетріумф — 2016» в номінації Оператор/постановник телевізійної програми.

## Особисте життя
Розлучений, має сина.

## Цікаві факти
- Оператор-постановник «Орел і Решка» (2013-2016). Відзняв 137 програм. Побував в 98 країнах світу. Ось як виглядає маршрути 98-ма країнами (2013-2016): 93 аеропорти, 104 авіалінії, 348 рейсів, 1189 годин (50 діб)  59 різних літаків,  803.000 км (20 разів навколо землі). Міста, країни, острови, які відвідав Олег:

- Аланія, Анталія (Туреччина).
- Брюссель, Брюґе (Бельгія).
- Прага (Чехія).
- Абу-Дабі (ОАЕ).
- Дубровник (Хорватія).
- Мальта.
- Барселона, Валенсія, Мадрид, Ібіца, Кордоба (Іспанія).
- Іракліон, Солоніки (Греція).
- Санкт-Петербург, Москва, Іркутськ, Владивосток, Петропавловськ-Камчатський, Грозний, Калінінград (Росія).
- Мінськ (Білорусь).
- Вільнюс (Литва).
- Алмати, Астана (Казахстан).
- Кишинів (Молдова).
- Таллінн (Естонія).
- Тбілісі (Грузія).
- Єреван (Вірменія).
- Ташкент (Узбекистан).
- Душанбе (Таджикистан).
- Бішкек (Киргизстан).
- Баку (Азербайджан).
- Мальдіви.
- Адис-Абеба (Ефіопія).
- Дар Ес Салам, Занзібар (Танзанія).
- Сейшельські острови.
- Гонконг, Ґуанждоу, Хайань, Макао (Китай).
- Кота-Кінабалу (Малайзія).
- Маніла (Філіппіни).
- Ханой (В'єтнам).
- Бангкок, о. Пхукет, Чіанг Май (Таїланд).
- Палау.
- Мельбурн, Сідней (Австралія).
- Окленд (Нова Зеландія).
- Порт Віла, Тана (Вануату).
- Токіо, Кіото, Хіросіма, Осака (Японія).
- Тайпей (Тайвань).
- Уламбатор (Монголія).
- Рейк'явік (Ісландія).
- Нуук (Гренландія).
- Дублін (Ірландія).
- Маврикій.
- Панама.
- Богота (Колумбія).
- Сантьяго, Острів Пасхи (Чилі).
- Буенес-Айрес, Ушуая (Аргентина)
- Бордо, Руан, Нант (Франція).
- Франкфурт (Німеччинна).
- Ротердам (Нідерланди).
- Нью-Йорк, Лас-Вегас, Лос-Анджелес, Сан-Франциско, Аспен, Денвер, Вашингтон, Сієтл, Пейдж, Сан-Дієго, Сакраменто, Солт-Лейк-Сіті, Маямі (США).
- Фарерські острова (Данія).
- Болонья (Італія).
- Краків (Польща).
- Азорські острова, Мадейра, Порту (Португалія).
- Ноттінгем, Ліверпуль (Велика Британія).
- Глазго, Острів Ска (Шотландія).
- Інсбрук (Австрія).
- Нью Делі, Варанасі, Джайпур, Гоа, Бангалор (Індія).
- Мандалай. М'янма (Бірма).
- Луанг Прабанк (Лаос).
- Каїр (Єгипет).
- Пуерто-Рико.
- Гватемала.
- Домініканська Республіка.
- Куба.
- Дакар (Сенегал).
- Кабо Верде.
- Тирана (Албанія).
- Осло, Свальбард/Шпіцберген (Норвегія).
- Віндгук (Намібія).
- Йоганерсбург (Південно-Африканська Республіка).
- Харере (Зімбабве).
- Мапуту (Мозамбік).
- Кампала (Уганда).
- Маскат (Оман).
- Покхара (Непал).
- Дакка (Бангладеш).
- Джакарта (Індонезія).
- о. Себу (Філіппіни).
- Маріанські острови.
- Фіджі.
- Бора-Бора (Таїті).
- Ванкувер (Канада).
- Гвадалахара, Акапулько (Мексика).
- Гондурас.
- Гуаякиль (Еквадор).
- Ікітос (Перу).
- Атакама (Чилі).
- Гаяна.
- Асунсьйон (Парагвай).
- Монтевідео (Уругвай).
- Феза (Марокко).